# こうべエキスプレス
こうべエキスプレス（英：KOBE EXPRESS）は、宮崎カーフェリーが運航していたフェリー。

## 概要
マリンエキスプレス時代に美々津丸の代船として三菱重工業下関造船所でおおさかエキスプレス（OSAKA EXPRESS）として建造され、1997年7月28日に大阪～宮崎航路に就航した。本船の就航により、美々津丸は海外売船された。
2004年8月、マリンエキスプレスから宮崎カーフェリーへ譲渡。2014年10月1日、関西側の発着地を大阪南港かもめフェリーターミナルから神戸港（新港第3突堤・神戸三宮フェリーターミナル）へ移転、神戸～宮崎航路での運航となり、移転に先立って同年6月にこうべエキスプレスと改名された。
引退後はインドネシアに売却され、「 DHARMA KENCANA V」として運航。

## 船内
Aデッキ
- 2等寝台室（8名または12名・33室）
- 1等A室（4名・5室）
- 1等B室（4名・12室）
- 1等S室（1名・10室）
- 特等室（2名・2室）
- 展望浴室
- 給湯室

Bデッキ
- 案内所・売店
- 2等室（172名）
- ドライバー室
- レストラン
- ドライバー用レストラン